# 송해준
송해준(1984년 10월 7일 ~)은 대한민국의 가수다. 2020년 싱글 앨범 [사랑역 마지막 열차]로 데뷔했다.

## 방송
- 헬로트로트 (2021) - Top42(31위)

## 음반
- 사랑역 마지막 열차 (2020)
- 헬로트로트 Part.2 (2022)